# Jeff Henckels
Jeff Henckels, född 30 augusti 1984, är en luxemburgsk bågskytt. Han deltog vid olympiska sommarspelen 2004, 2012 och 2020.